# راهول خانا
راهول خانا (به انگلیسی: Rahul Khanna) (زاده ۲۰ ژوئن ۱۹۷۲) بازیگر هندی است.
از فیلم‌هایی که وی در آن نقش داشته‌است می‌توان به اعلان، قلب کبدی، رقیب، عامل زویا و گمشده اشاره کرد.